# Koeleria wilczekiana
Koeleria wilczekiana är en gräsart som beskrevs av Karel Domin. Koeleria wilczekiana ingår i släktet tofsäxingar, och familjen gräs. Inga underarter finns listade i Catalogue of Life.